# Nostalgia anioła
Nostalgia anioła (ang. The Lovely Bones) – powieść amerykańskiej pisarki Alice Sebold z 2002 roku, opowiadająca historię brutalnego gwałtu, którego ofiarą w młodości padła sama autorka.

## Opis fabuły
Główną bohaterką książki jest zabawna i odważna Susie Salmon, która, po przedwczesnym opuszczeniu tego świata, przygląda się toczącemu nadal życiu na ziemi ze swojego tajemniczego, osobistego świata, w którym może mieć wszystko, czego zapragnie, z wyjątkiem powrotu do swoich najbliższych. Z tej perspektywy Susie obserwuje swoją rodzinę, która z trudem radzi sobie z bolesną osobistą stratą. W miarę jak rodzina zmaga się z żalem i rosnącą frustracją związaną z niemożnością znalezienia sprawcy morderstwa, Susie stara się naprowadzić swojego ojca na trop mordercy. Wzmocniona miłością i współczuciem, które odczuwa w stosunku do pozostawionej na ziemi rodziny, do Susie ostatecznie dociera, że musi pozwolić swoim najbliższym pogodzić się z jej śmiercią i odnaleźć wewnętrzny spokój.

## Ekranizacja
W 2009 roku powieść została zekranizowana przez Petera Jacksona. W głównej roli wystąpiła nominowana do Oscara za Pokutę Saoirse Ronan. Film miał swoją premierę w grudniu 2009, a w Polsce 12 marca 2010.